# Bronnweiler
Bronnweiler, Reutlingen-Bronnweiler — dzielnica miasta Reutlingen w Niemczech, w kraju związkowym Badenia-Wirtembergia.